# 伊藤博之 (実業家)

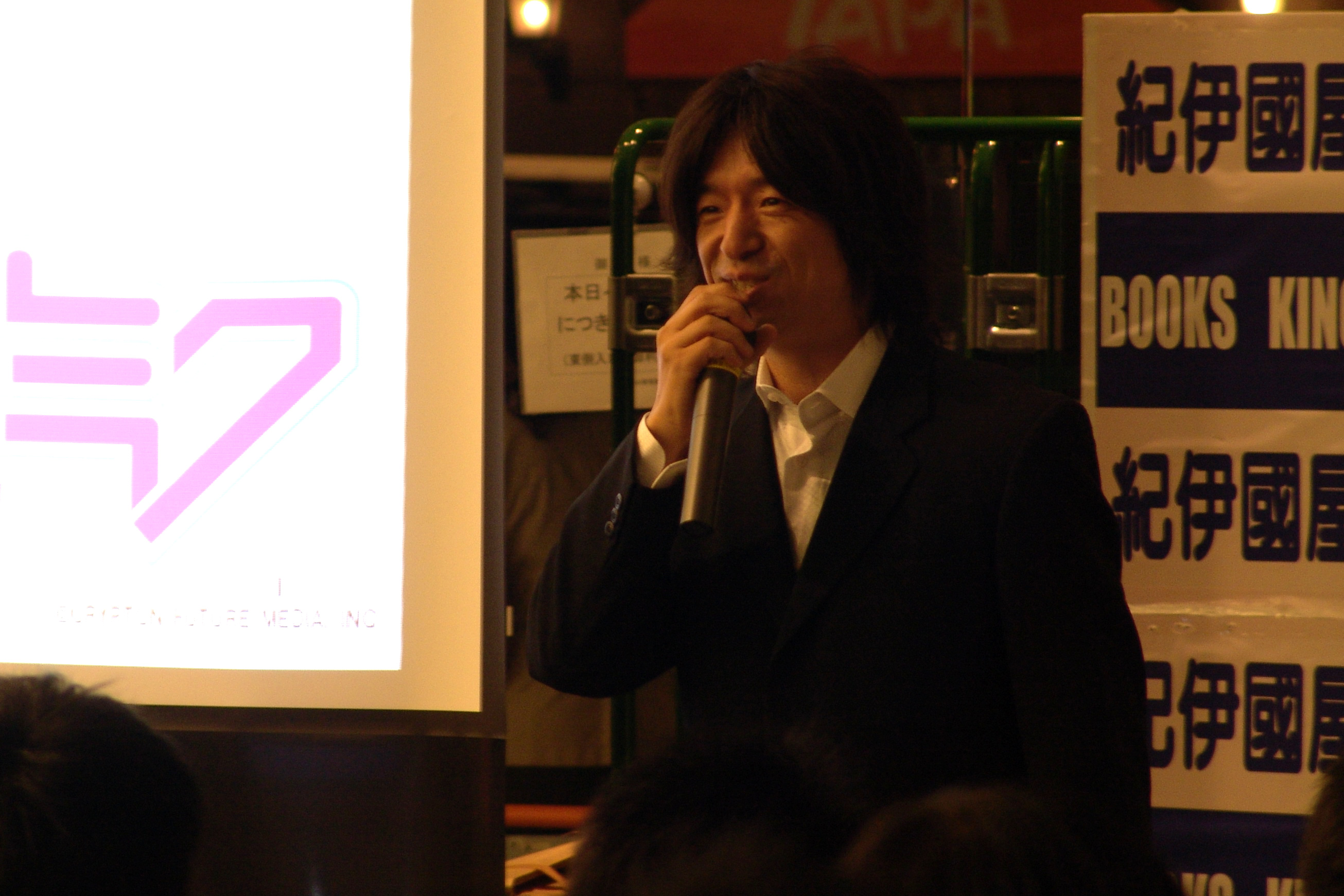
2008年10月12日、サイエンスカフェ「初音ミクNight――科学を超えた歌姫」にて講演する伊藤博之

伊藤 博之（いとう ひろゆき、1965年3月11日 - ）は、バーチャルシンガー「初音ミク」を創出したクリプトン・フューチャー・メディア株式会社の代表取締役。専門分野は「コンピュータと音を接点としたソフトウェアの開発」。北海道標茶町出身。

## 略歴
- 北海道釧路北陽高等学校在学中は自宅がある標茶町から釧路市まで、列車で片道1時間以上かけて通学した。卒業後、国家公務員試験に合格し文部省に入省。
- 北海道大学工学部で事務員として勤務しながら、北海学園大学経済学部2部を卒業[1]。
- 1995年にクリプトン社を創設[2]。
- 2008年より北海道情報大学情報メディア学部の客員教授となる[4][1]。
- 2013年より京都情報大学院大学の教授となる[5]。
- 2013年、藍綬褒章を受章[6][1]。

## 主な研究論文
- 初音ミク as an interface 一般社団法人情報処理学会 情報処理 Vol.53 No.5 通巻566号 2012年5月　NAID:40019297227 NCID:AN00116625